# Nace Filipovič
Nace Filipovič, slovenski hokejist, * 29. november 1955, Celje.
Filipovič je bil dolgoletni hokejist HK Celje. Znan je pod vzdevkom Nac.